# Conrad Robertson
Conrad Christian Robertson (født 27. september 1957 i Auckland, New Zealand) er en newzealandsk tidligere roer og olympisk guldvinder.
Robertson vandt en guldmedalje ved OL 1984 i Los Angeles i disciplinen firer uden styrmand sammen med Les O'Connell, Shane O'Brien og Keith Trask. I finalen henviste newzealænderne USA og Danmark til henholdsvis sølv- og bronzemedaljerne. Det var det eneste OL han deltog i.
Robertson vandt desuden to VM-medaljer, en sølvmedalje i otter i 1979 og en guldmedalje i firer uden styrmand i 1983.

## OL-medaljer
- 1984:  Guld i firer uden styrmand